# Polycentropus ceciliae
Polycentropus ceciliae är en nattsländeart som beskrevs av Oliver S. Flint Jr. 1991. Polycentropus ceciliae ingår i släktet Polycentropus och familjen fångstnätnattsländor. Inga underarter finns listade i Catalogue of Life.